# Maurice Poivre Bureaux de Pusy
Pour les articles homonymes, voir Pusy.
Maurice Poivre Bureaux de Pusy (22 juin 1799 à Paris - 12 mars 1864 à Paris), est un militaire et homme politique français.

## Biographie
Fils de Jean-Xavier Bureau de Pusy et petit-fils de Pierre Poivre, il sortit de l'École polytechnique en 1819, dans les premiers rangs, et était capitaine du génie en 1821. 
Ses opinions libérales et ses relations avec les principaux acteurs de la révolution de Juillet 1830 le désignèrent, en 1830, au choix du nouveau gouvernement, qui le nomma préfet des Hautes-Pyrénées, puis préfet de Vaucluse en 1832 ; il épousa en 1832 Mathilde l'une des trois filles de Georges Washington de La Fayette (1779-1849).
Mais incapable de sacrifier l'indépendance de ses opinions aux exigences ministérielles, il fut révoqué en 1833, donna sa démission de capitaine du génie et brigua, le 21 juin 1834, les suffrages des électeurs du 1er collège électoral des Hautes-Pyrénées (Tarbes), qui l'élurent. Cette élection fut invalidée, et le siège du 2e collège électoral de l'Allier étant devenu vacant, Bureaux de Puzy s'y présenta et fut élu, le 10 janvier 1835. 
Après deux échecs, il fut réélu, aux élections générales du 9 juillet 1842, puis le 1er août 1846. 
Dans ces diverses législatures, Bureaux de Puzy siégea dans l'opposition de gauche, ne fit pas de grands discours, mais critiqua plus d'une fois, dans de courtes et violentes improvisations, le système de gouvernement de Louis-Philippe.
La république de février 1848 le trouva prêt à la servir et il fut envoyé dans l'Allier comme commissaire du gouvernement ; mais il protesta contre les circulaires de Ledru-Rollin et finit par se retirer.
Élu représentant du peuple dans l'Allier, le 23 avril 1848, il devint questeur de l'Assemblée constituante, suivit la politique de Cavaignac et vota tantôt avec la droite, tantôt avec la gauche.
Non réélu à la Législative, il fut appelé par cette Assemblée, au premier tour de scrutin, dans le nouveau Conseil d'État ; il fut membre de la section de législation jusqu'au coup d'État de 1851, qui le rendit à la vie privée, retraité comme conseiller d'État.

## Sources
- « Maurice Poivre Bureaux de Pusy », dans Adolphe Robert et Gaston Cougny, Dictionnaire des parlementaires français, Edgar Bourloton, 1889-1891 [détail de l’édition]